# Myristica sarcantha
Espèce
Statut de conservation UICN

 DD  : Données insuffisantes
Myristica sarcantha est une espèce de plantes du genre Myristica de la famille des Myristicaceae.